# Automeris annulata
Automeris annulata é uma espécie de mariposa do gênero Automeris, da família Saturniidae.
Sua ocorrência foi registrada no Brasil, Equador, Estados Unidos, Guiana Francesa, Peru e Venezuela.

## Subespécies
Possui duas subespécies:
- A. annulata annulata
- A. annulata atrolimbata